# Abra Solar
El Abra Solar es una obra de arte cinético realizada por Alejandro Otero que forma parte del conjunto escultórico urbano de la Plaza Venezuela, ubicada en Caracas. 
Se trata de una imponente escultura hecha en aluminio y metal de 16 metros de ancho y 42 de alto, que fue concebida por Otero para ser expuesta en el pabellón de Venezuela en la Bienal de Venecia para la edición de 1982, junto con la obra Aguja azul. Al año siguiente, la obra fue instalada en las inmediaciones de la Plaza Venezuela. Se compone de 33 «mariposas» o aspas de aluminio que giran con el viento, por lo cual se aparenta esa sensación de movimiento. Desde entonces, se ha convertido en una de las piezas escultóricas moderna más icónicas de Caracas.
Con el paso del tiempo, la escultura sufrió un deterioro gradual producido por actos vandálicos, causando que para 2005 sólo quedase la estructura sin ninguna de las aspas originales. El Centro de Arte La Estancia inició poco después un proceso de restauración como parte del macroproyecto de rehabilitación integral del patrimonio artístico de la plaza. Las 33 aspas fueron fabricadas de nuevo basándose en un prototipo hecho por Gil Otero, hijo del ya fallecido artista, y reinstaladas. El monumento fue reinaugurado el 9 de noviembre de 2007.